# Pambak (Gegharkunik)
Pour les articles homonymes, voir Pambak.
Pambak (en arménien Փամբակ) est une communauté rurale du marz de Gegharkunik, en Arménie. Elle compte 460 habitants en 2008.